# Доріо
Доріо (італ. Dorio) — муніципалітет в Італії, у регіоні Ломбардія, провінція Лекко.
Доріо розташоване на відстані близько 540 км на північний захід від Рима, 75 км на північ від Мілана, 29 км на північ від Лекко.
Населення — 314 осіб (2014).

## Демографія
Населення за роками:

Станом на 1 січня 2023 року в муніципалітеті офіційно проживало 11 іноземців з 7 країн, серед них 4 громадяни країн Євросоюзу та 1 громадянин України.

## Сусідні муніципалітети
- Коліко
- Дервіо
- Інтроццо
- П'янелло-дель-Ларіо
- Суельйо
- Тременіко
- Вестрено